# 阵亡将士纪念碑 (科莫)

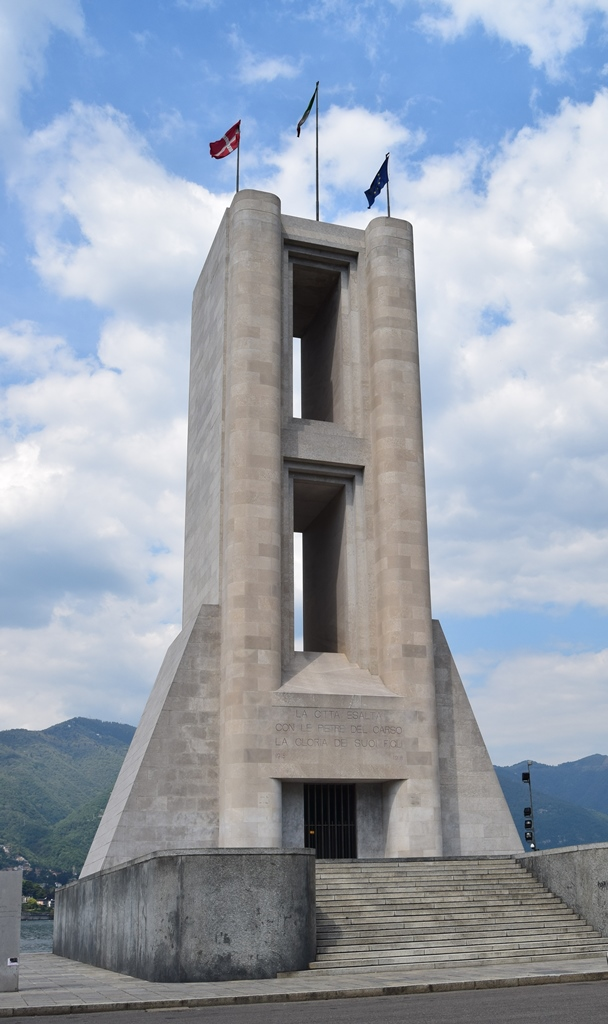

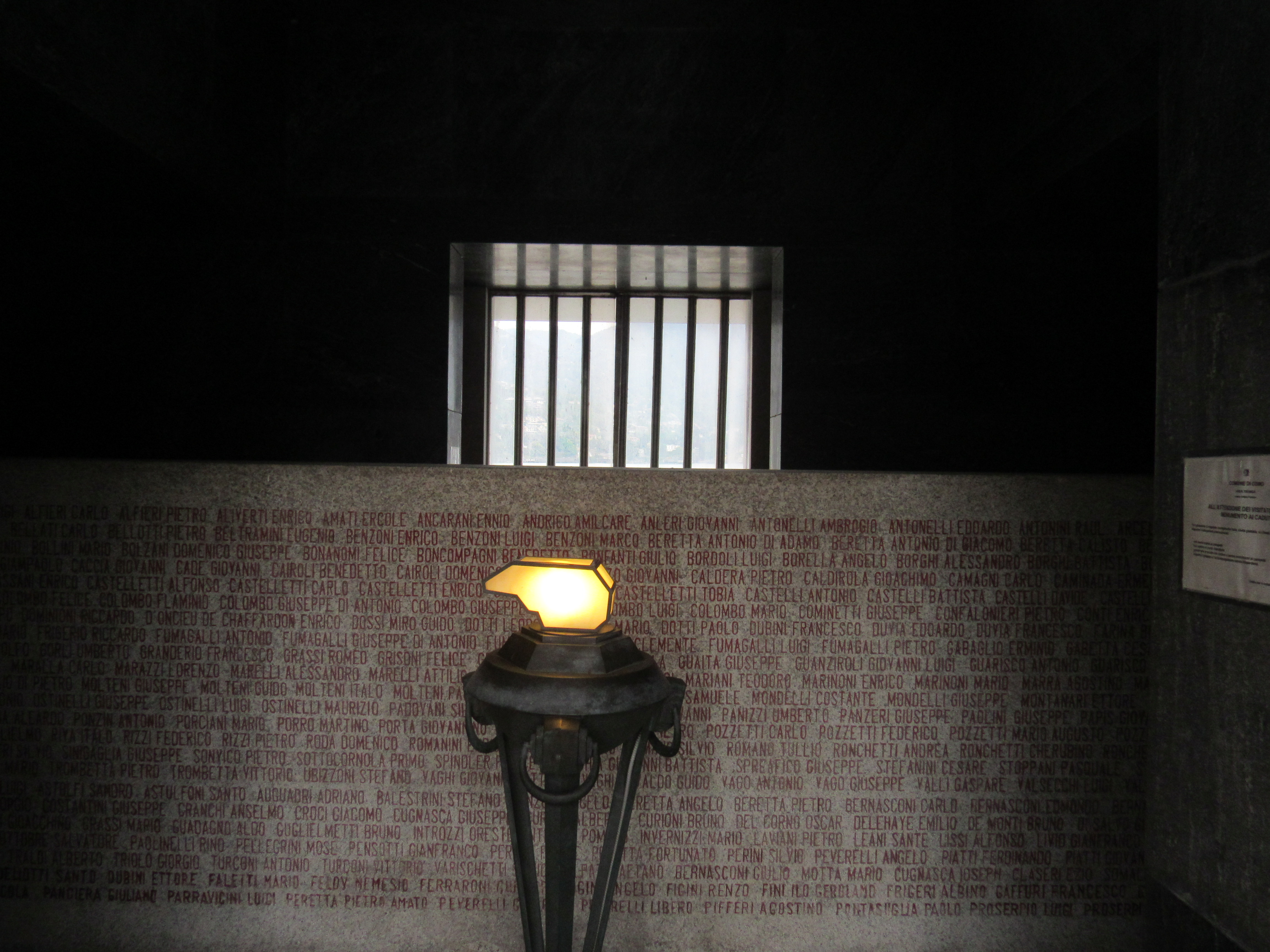
内部

科莫阵亡将士纪念碑（意大利语：Monumento ai Caduti di Como）是意大利伦巴第大区科莫一座宏伟的未来主义建筑，高30 米，矗立在普埃凯尔大道（Viale Puecher），科莫湖边的公共花园中，毗邻伏打殿（Tempio Voltiano）和朱塞佩西尼加利亚体育场（Stadio Giuseppe Sinigaglia）。这座纪念碑的巨大尺度，即使从远处也能看到，使其成为该市的主要景点之一。
纪念碑开有巨大的窗户，外面覆盖着来自奥里西纳 和Reppen 的石头。
在内部，底座上方，有一块重 40 吨的花岗岩巨石，外面覆盖着安佐拉德莱米拉的闪长岩，上面刻有第一次世界大战中来自科莫的650名阵亡者的名字。走下圆形楼梯，到达下层，那里是祭坛，在一个旋转 90°的空间中。
纪念碑于1933年11月4日完全建成，献给所有阵亡者，特别是献给安东尼奥·圣埃利亚 (Sant'Elia)，他在1914年设计了建造这座未来派纪念碑的图纸，本人在1916年10月10日阵亡。
湖畔的正立面上刻有文字“今晚你在的里雅斯特安睡，或者与英雄共眠于天堂。1916年10月10日 -安东尼奥•圣埃利亚”。
背面刻有“这座城市用喀斯特石头，彰显其子孙的荣耀”。